# Qualea grandiflora
Qualea grandiflora là một loài thực vật có hoa trong họ Vochysiaceae. Loài này được Mart. miêu tả khoa học đầu tiên năm 1824.

## Hình ảnh

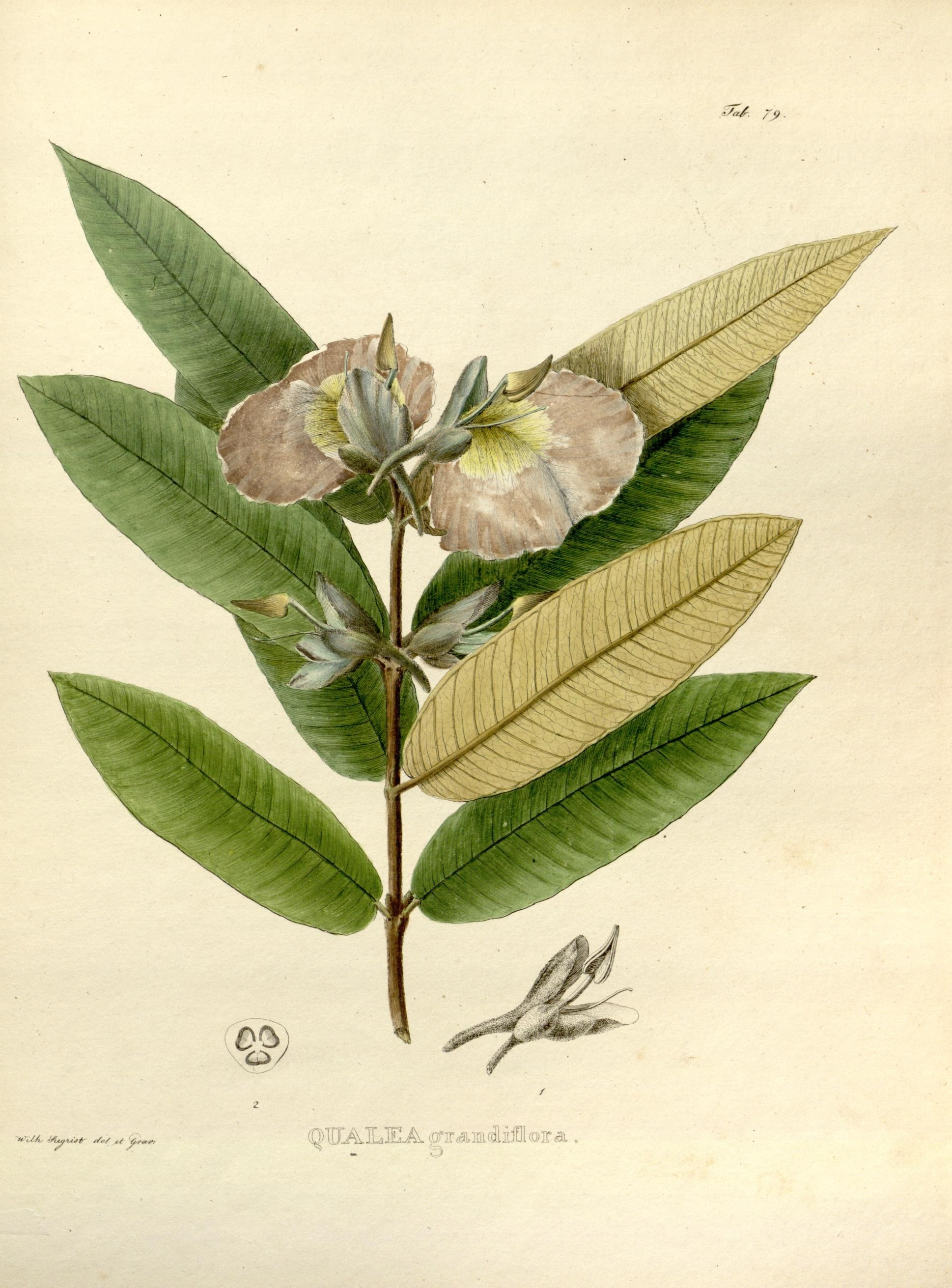
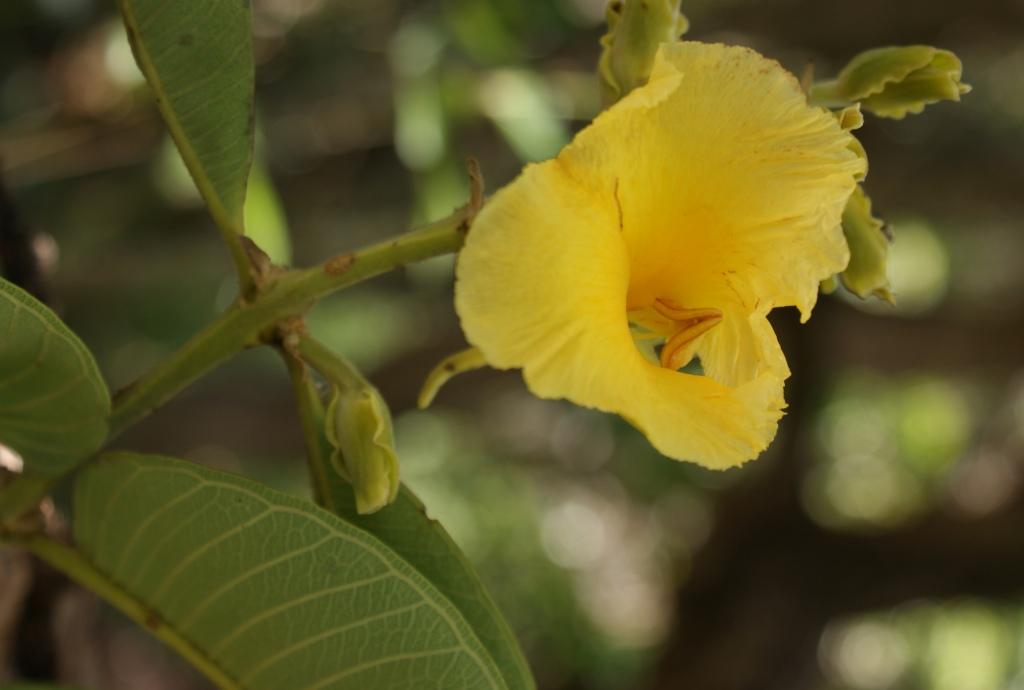
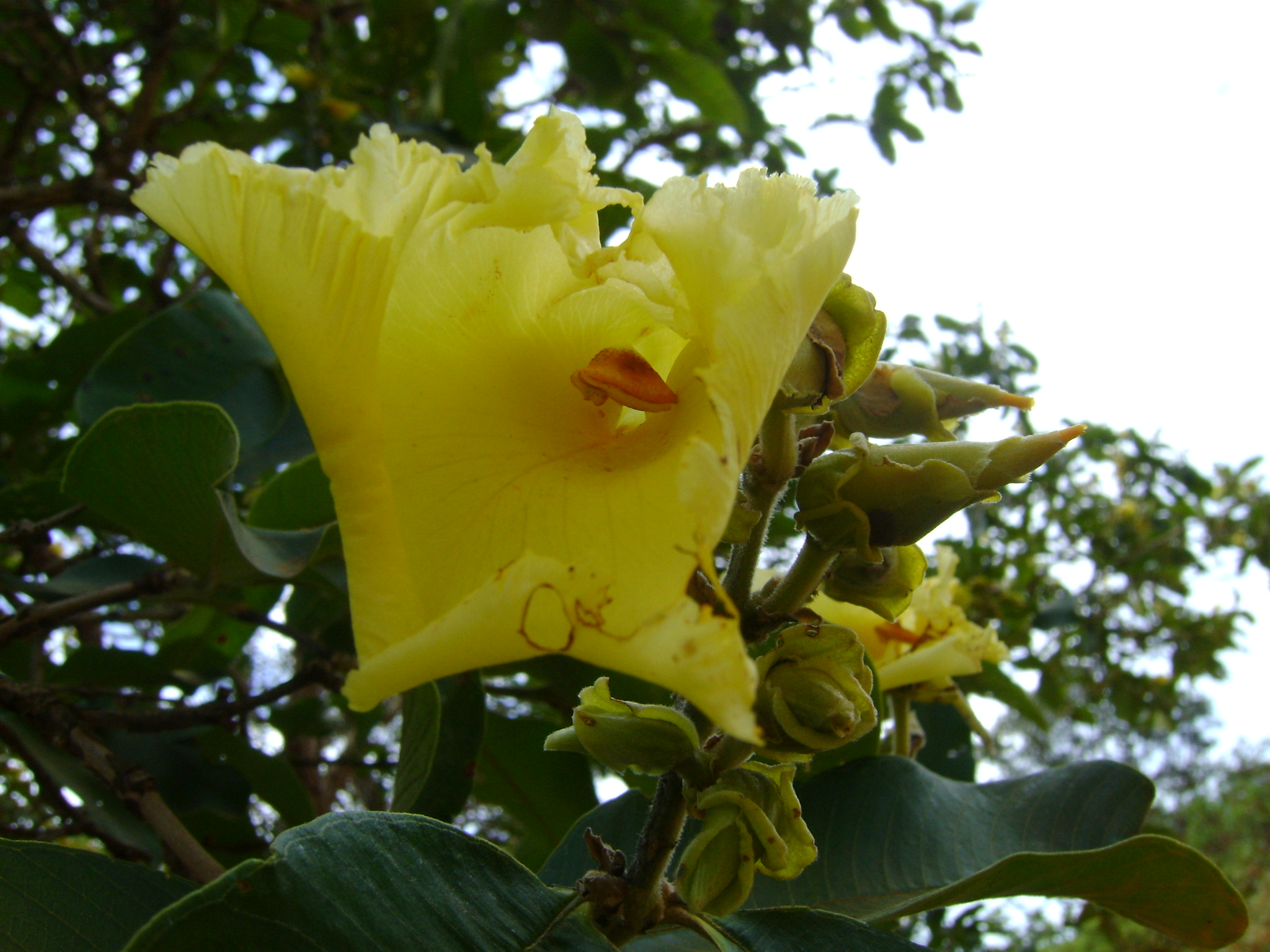
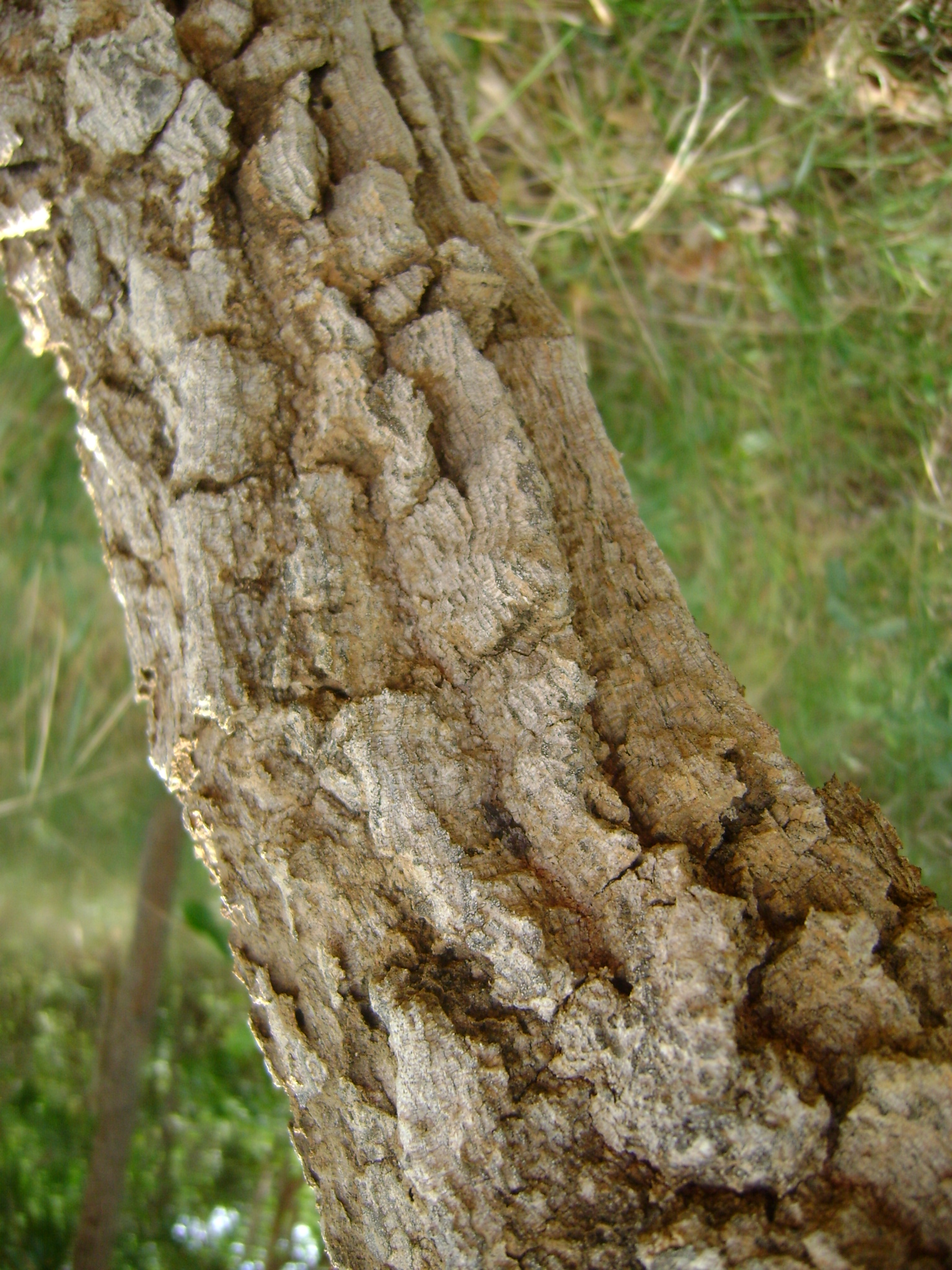